# Latopilumnus conicus
Latopilumnus conicus is een krabbensoort uit de familie van de Pilumnidae. De wetenschappelijke naam van de soort is voor het eerst geldig gepubliceerd in 2008 door Ng & Clark.